# Sexisme dans la science moderne
Le sexisme dans la science moderne se traduit par une représentation biaisée des hommes et des femmes dans le discours scientifique, censé pourtant respecter un principe de neutralité. Les femmes sont définies par rapport à l'homme, ou inscrites dans une hiérarchie et infériorisées, ou assignées à un rôle unique (celui de reproductrices par exemple) ; le choix des thèmes de recherche peut également révéler un parti pris sexiste. Les  sciences modernes, tout particulièrement les sciences de la vie, ont ainsi perpétué des stéréotypes de genre, et justifié quelquefois les inégalités entre hommes et femmes,. L'intervention de valeurs sociales androcentriques dans la production du savoir scientifique a été mise en lumière depuis les années 1990 par les gender studies. Cet article aborde ces questions pour la période du XIXe au XXIe siècle.
Les biais de genre qui affectent la connaissance peuvent éventuellement s'expliquer par la prépondérance des hommes dans les milieux scientifiques ; le problème de la sous-représentation des femmes dans les échelons supérieurs des institutions scientifiques est traité dans un article séparé, Place des femmes en sciences.

## La question de la neutralité de la science
L'étude du sexisme dans le discours scientifique s'est longtemps heurtée à une forte résistance parce qu'elle suppose que des valeurs ou des idéologies interviennent dans la production, l'acceptation et la validation d'hypothèses savantes, en contradiction avec l'idéal de neutralité de la science. Quelques avancées ont eu lieu dans ce sens dès les années 1950-1960 ; le philosophe des sciences Ernest Nagel esquisse en 1961 une réflexion générale (sans rapport avec le sexisme) sur cette question, affirmant : « les difficultés générées dans l’enquête scientifique par des biais inconscients et des orientations tacites en matière de valeur sont rarement résolues par de pieuses résolutions d’éliminer les biais. Elles sont en général surmontées, et souvent seulement progressivement, par les mécanismes auto-correcteurs de la science, en tant qu’entreprise sociale ». Ce sont surtout les historiennes féministes des sciences qui ont montré l'importation des valeurs dominantes dans le contenu des sciences, et souligné la prégnance d'une idéologie sexiste dans le discours académique. 
Malgré ses prétentions à l'objectivité, le discours scientifique subit les effets des rapports sociaux ; dans un contexte de domination masculine, la pratique de la science tend à promouvoir les intérêts et le point de vue des hommes. Plus le groupe producteur du savoir est homogène, plus les biais risquent d'être prononcés.

## Biais auXIXesiècle
Au XIXe siècle se met en place dans la science une hiérarchisation des différences entre les sexes ; l'homme apparaît comme un modèle achevé, tandis que la femme est présentée en comparaison comme physiologiquement immature, intellectuellement inférieure et moins évoluée.

### Immaturité physique de la femme
Le naturaliste Julien-Joseph Virey (1775-1846) est un de ceux qui fondent la dévalorisation des femmes sur l'idée de leur croissance physiologique incomplète : la femme est semblable à l'enfant et condamnée à demeurer dans la dépendance de l'homme. « La femme se rapporte à l'enfance en beaucoup de choses », écrit Virey, qui compare à titre d'exemple la dentition des hommes et des femmes :  « On a remarqué, dit-il dans son Histoire naturelle du genre humain (1800), que la femme avait souvent un plus petit nombre de dents molaires que l'homme (les dents dites de sagesse ne sortant pas toujours dans plusieurs femmes) ». 
L'absence de sperme est un autre exemple de l'incomplétude des femmes toujours selon Virey : « la femme est semblable à l’individu privé de sperme, ou telle que l’eunuque ou l’enfant » ; or pour ce même auteur le sperme dont la femme est dépourvue est la condition de l'accomplissement physique et moral : « le sperme, et l’ardeur, l’énergie qu’il imprime à tout le corps viril, fortifie les muscles, tend le système nerveux, grossit la voix, fait sortir les poils et la barbe, (…) inspire le courage, les hautes pensées, rend le caractère franc, simple, magnanime ». L'homme donne, la femme reçoit ; elle a besoin d'un partenaire masculin, lequel jouit d'une surabondance de force.

### Influence du physique sur le moral
L'infériorité intellectuelle des femmes est présentée au début du XIXe siècle comme la conséquence d'une croissance physiologique avortée — avant que l'étude du crâne et du cerveau des femmes n'apporte dans la deuxième moitié du siècle de nouvelles « preuves » en ce sens —,. Ainsi toujours selon Julien-Joseph Virey, « toute la constitution morale du sexe féminin dérive de la faiblesse innée de ses organes ; tout est subordonné à ce principe par lequel la nature a voulu rendre la femme inférieure à l’homme ». La femme sera nécessairement « toujours au-dessous de la perfection dans les sciences, les lettres ou les arts ». Inférieure par la faiblesse de la physiologie de ses organes, la femme l’est donc aussi par ses capacités intellectuelles : « par nature, sensibilité, mobilité et maternité rendent la femme incapable de raison ; à l’inverse, force, profondeur, persévérance font de l’homme un être principalement créé pour l’exercice de la pensée et de l’industrie » (Virey, article « homme »). 

### Crâne et cerveau
Dans la deuxième moitié du XIXe siècle la craniologie (étude des formes du crâne) prend son essor ; les comparaisons de crânes d'Européens et de non-Européens conduit à mettre au point des critères « scientifiques » qui dévalorisent des peuples dits primitifs ; ces mêmes critères, repris dans des études comparatives de crânes d'hommes et de femmes, servent ensuite à établir l'infériorité intellectuelle des femmes.
Le prognathisme, ou projection en avant de la mâchoire, est ainsi promu comme un indice caractéristique des « nations les plus dégradées d'Afrique et des sauvages de l'Australie » selon les termes du médecin anglais James Cowles Prichard en 1849 ; puis le prognathisme devient le propre des femmes : « les femmes sont dans l'humanité plus prognathes [...] que les hommes », écrit Paul Topinard dans les années 1870 ; le biais raciste et le biais sexiste se conjuguent en définitive, et Topinard peut conclure que les femmes sont moins intelligentes que les hommes  : « la femme est à l'homme, ce que l'Africain est à l'Européen, et le singe à l'humain ». 
Les scientifiques de l'époque reproduisent cette démarche dans leur analyse d'autres traits physiologiques comme le poids du cerveau, le degré de développement des lobes ou de la moelle épinière. Le poids du cerveau par exemple, déclaré supérieur chez les individus des nations européennes, est présenté comme la marque d'une supériorité intellectuelle des Blancs par rapport aux non-Blancs ; ensuite Gustave Le Bon, Paul Broca et d'autres en déduisent que les femmes blanches, dotées d'un cerveau moins lourd que celui des hommes, sont moins intelligentes que les hommes, et la classification des races renforçant la hiérarchie entre les sexes, ces scientifiques ajoutent que les capacités intellectuelles des femmes blanches sont comparables à celles des Noirs.
Certaines de ces théories craniologiques ont été réfutées par des scientifiques dès le XIXe siècle, notamment par Léonce Manouvrier.

### Femmes reproductrices
« Les femmes sont destinées à la procréation » est un axiome fondamental de la science au XIXe siècle. « La femme ne vit pas pour elle-même, mais pour la multiplication de l’espèce, conjointement avec l’homme. Voilà le seul but que la Nature, la Société et la Morale avouent », écrit Virey. Pour le médecin Paul Julius Möbius également, « la procréation et le soin apporté aux enfants » constituent le but ultime de l'existence féminine, c'est pourquoi « la Nature a doté la femme de tous les attributs utiles à sa destinée et lui a refusé les facultés spirituelles et intellectuelles de l’homme ».

### Maladies des femmes
Au cours du XIXe siècle et au début du XXe siècle, des médecins et psychiatres misogynes ont présenté la fonction reproductrice comme un facteur favorisant la folie féminine. Dans un ouvrage intitulé De la Débilité mentale physiologique chez la femme (1900) le neurologue allemand Paul Julius Möbius écrit : « tout en n'étant pas une véritable maladie, les menstruations et la grossesse troublent profondément l'équilibre mental et portent atteinte à la capacité de discernement et au sens juridique » ; il était contre l'accès des jeunes filles aux études de médecine ; son argumentation visait à mettre en doute les aptitudes intellectuelles des femmes tentées par la carrière médicale. 
L’hystérie, analysée au XIXe siècle comme une affection de l’utérus, renforce l'association entre féminité et pathologie. En 1840, le neurophysiologiste anglais Thomas Laycock est un de ces scientifiques qui contribuent à féminiser et sexualiser l'hystérie,.  Alors même que des hommes, certes minoritaires, étaient diagnostiqués hystériques au XIXe siècle, la thèse utérine connaissait une telle vogue que le philosophe autrichien Otto Weininger pouvait déclarer en s'y référant, en 1903 : « l'hystérie est la crise organique de la duplicité organique des femmes ». 
Les hommes aussi sont, pour les médecins du XIXe siècle, affectés par une maladie qui leur est propre : il s'agit de l'hypocondrie ; cependant, cette affection touche surtout les littérateurs et les savants, c'est une maladie noble, liée à un surmenage intellectuel, à la différence de l'hystérie expliquée parfois par une « surexcitation de la matrice » et associée à une sexualité lascive. 
Les menstruations ont pu être présentées comme un handicap et une cause de pathologie ; ainsi l'anthropologue anglais James McGrigor Allan (en) affirme en 1869 devant la London Anthropological Society : « Dans ces moments-là, les femmes souffrent d'une langueur et d'une dépression qui les disqualifient pour la pensée ou l'action ; il est douteux que l'on puisse les considérer comme des êtres responsables, tant que la crise dure. Une grande partie de la conduite inconséquente des femmes, leur pétulance, leur caprice et leur irritabilité sont directement liés à cette cause. Des cas de cruauté féminine (qui nous surprennent comme incompatibles avec la douceur normale du sexe) peuvent probablement être attribués à l'excitation menstruelle causée par cette maladie périodique… ».

## Biais auxXXeetXXIesiècle
L'idéologie sexiste qui imprégnait les discours scientifiques au XIXe siècle continue d'exercer une action également sur les contenus de la science du XXe et du XXIe siècle, selon plusieurs spécialistes,,. 

### Rôle des neurosciences
Les nouvelles techniques d’imagerie cérébrale par résonance magnétique (IRM) ont permis d'accomplir de grands progrès notamment dans l'analyse  des fonctions cognitives, toutefois, ces techniques d'exploration donnent lieu à une utilisation médiatique qui vise le sensationnalisme et qui conforte bien souvent les stéréotypes de genre. Certaines interprétations hâtives des différences entre les sexes dans le fonctionnement du cerveau ne tiennent pas compte du dynamisme cérébral ; l'IRM ne donnant qu'une image instantanée du cerveau ne permet pas d'affirmer que telle différence entre des hommes et des femmes était inscrite dans leur cerveau depuis leur naissance ; cette différence peut avoir été induite par l'éducation. De plus, la portée des expériences d'IRM demeure limitée, parce qu'elles sont effectuées sur un petit nombre de sujets (entre 10 et 40 personnes). De nombreux biais peuvent affecter certaines conclusions. Catherine Vidal parle de « dérive sexiste » à propos des méthodes de chercheurs comparant les cerveaux pour y trouver des traits psychologiques prétendument « féminins » et « masculins ». Cette dérive est accentuée lorsque des chercheurs en neurosciences établissent des résultats propres au fonctionnement du cerveau, sans mesurer les différences cognitives ou comportementales qui pourraient y être liées, mais suggèrent qu'un tel lien existe : les médias retiennent en priorité cette suggestion, l'affirmant comme « prouvée » ou en inventent d'autres,. Le terme de « neurosexisme (en) » est passé dans l'usage ; il a été forgé en 2010 par Cordelia Fine qui désigne par là des « mythes neuroscientifiques » ayant pour effet de catégoriser les hommes et les femmes,. 

#### Perception de l'espace, mathématiques
D'anciennes études d’imagerie cérébrale par résonance magnétique menées dans les années 1990 ont diffusé l'idée selon laquelle les hommes auraient une meilleure perception des relations spatiales et qu'ils seraient plus doués pour les mathématiques que les femmes,.
Cette prétendue infériorité des femmes est alléguée pour justifier leur sous-représentation dans les plus hauts échelons des carrières scientifiques ; ainsi, Lawrence Summers, président de l'université de Harvard, affirme en 2005 : « Le faible nombre de femmes dans les disciplines scientifiques s'explique par leur incapacité innée à réussir dans ces domaines »,. Cette théorie a été contestée. Selon Catherine Vidal, la découverte de la plasticité cérébrale ne permet plus de définir des capacités cognitives spécifiquement masculines ou féminines ; l'apprentissage dispensé aux garçons et aux filles est différent, c'est lui qui favorise chez les filles un intérêt plus grand pour le langage que pour les mathématiques ou la physique,. Cette plasticité du cerveau qui évolue en fonction de l'environnement entraîne d'importantes variabilités individuelles indépendamment du sexe ; en revanche, « parmi les milliers d'études réalisées, moins de 3 % ont montré des différences entre les sexes » d'après Catherine Vidal, et il est possible que ces 3 % d'études aient négligé les effets des expériences vécues par les sujets analysés. A contrario, les chercheurs Franck Ramus et Nicolas Gauvrit considèrent que la synthèse que fait Catherine Vidal des recherches scientifiques portant sur le cerveau et sur les différences entre les sexes « est extrêmement biaisée, incomplète, et que les arguments qu’elle utilise ne viennent pas à l’appui de ses conclusions ». Selon eux, si la plasticité cérébrale montre que « la culture et l’éducation ont un impact parfois flagrant
sur le cortex, elle ne montre en aucun cas que cet impact explique toutes les différences entre les individus. »

#### Jugement moral, empathie
Des chercheurs ont voulu montrer en se fondant sur des études d’IRM que les femmes avaient une appréciation moins sûre du caractère moral ou immoral des conduites humaines, parce qu'elles activaient des zones cérébrales impliquées dans les émotions, à la différence des hommes, qui activent des aires cérébrales impliquées dans les processus rationnels. Ainsi Harenski et Kiehl concluent en 2009 que cette comparaison « confirme le clivage entre les sexes dans le jugement moral, les femmes étant portées sur le care et l’empathie, et les hommes sur l’évaluation rationnelle des règles de justice ». Ces études sont considérées comme peu probantes, en raison de leur protocole expérimental discutable.

### Rôle de l'endocrinologie

#### Hormones «mâles» et «femelles»
Les hormones stéroïdes ont été considérées dès leur découverte au début du XXe siècle comme des hormones mâles et femelles, et appelées par conséquent androgènes (« qui développent le caractère masculin ») et œstrogènes (en rapport avec la fécondité féminine). Malgré les recherches ultérieures qui ont montré qu'androgènes et œstrogènes sont présents chez tous les individus et qu'ils sont importants pour l'organisme entier, ils sont toujours catégorisés comme hormones « sexuelles ». Pour Anne Fausto-Sterling, la « loyauté envers le système à deux genres » explique la persistance de la dichotomie entre hormones mâles et femelles ; selon cette chercheuse, l'endocrinologie contribue à « imprégner le corps de signification genrées ». Rebecca Jordan-Young, auteur de Testosterone. An Unauthorized Biography (2020), montre que la testostérone, réputée favoriser l'agressivité masculine, produit des effets très variés, et intervient notamment dans la fertilité des femmes.   
Le désir de naturaliser la différence entre hommes et femmes s'est traduit notamment par l'élaboration de la théorie hormonale de l'organisation cérébrale ; selon cette théorie, l'exposition aux hormones pendant la période de développement prénatal expliquerait les centres d'intérêt « masculins » et « féminins » de l'individu et ses orientations sexuelles. Cette théorie est contestée ; Rebecca Jordan-Young, auteur de Hormones, sexe, cerveau (2016), rappelle qu'elle a été conçue à partir d'expériences sur les animaux, et qu'elle n'a pas été validée pour les humains ; elle souligne le fait que les études sur cette question passent sous silence le rôle de l'environnement. 

#### Femmes victimes de leurs hormones
Le discours scientifique a présenté les femmes comme « victimes de leurs hormones », et le corps féminin comme défaillant, fragile, nécessitant une réparation hormonale. Les chercheuses féministes ont critiqué notamment la pathologisation de la femme ménopausée dans les années 1960, période où le traitement hormonal substitutif (THS) a été préconisé pour toutes les femmes ménopausées, même pour celles qui ne souffraient d'aucun symptôme, dans le but de pallier un manque d'œstrogène ; le gynécologue Robert Wilson par exemple, auteur du best-seller Feminine Forever (Eternellement féminine, 1966) avait présenté la femme à l'âge de la ménopause comme un « être dépourvu de sexualité, misérable, apathique, ayant perdu la joie de vivre », du fait de la carence en œstrogène. Les féministes américaines se sont opposées à la généralisation de ce traitement hormonal, arguant du fait que la ménopause n'est pas une maladie. Selon la spécialiste de médecine préventive et sociologue Maria De Koninck, l'image répandue par les scientifiques d'un corps féminin inadéquat « colore bien des attitudes sociales ».

### Rôle de la psychologie évolutionniste
La psychologie évolutionniste a pour objectif d'expliquer les comportements humains en prenant appui sur la théorie de l'évolution de Charles Darwin. Pendant la longue période de la préhistoire, la sélection naturelle aurait favorisé certains types de comportement et en aurait éliminé d'autres ; les adaptations qui se seraient produites à cette époque se seraient inscrites génétiquement. La psychologie évolutionniste s'est développée à partir des années 1990 ; elle est issue d'un rapprochement entre une approche évolutionniste de l’esprit humain et la psychologie cognitive.
L'étude des hommes et des femmes par la psychologie évolutionniste privilégie la très longue durée (l'échelle est celle de centaines de milliers d'années) ; elle minimise l'effet des variations historiques. Selon certains spécialistes, la psychologie évolutionniste aurait même tendance, notamment dans sa version vulgarisée, à nier le rôle de l'Histoire et des facteurs sociaux, et à tout expliquer par le déterminisme génétique,. Dans son approche des différences de sexe, en particulier, la psychologie évolutionnisme marquerait le retour d'une pensée essentialiste, qui figerait les « identités » masculine et féministe, et procèderait à leur renaturalisation. 

#### Qualités liées à la sélection génétique
Les psychologues évolutionnistes affirment que « l’évolution aurait forgé différemment les cerveaux des femmes et des hommes pour une meilleure adaptation à l’environnement ». Ainsi, les hommes ayant pratiqué la chasse pendant des centaines de milliers d'années auraient développé pour cette raison une meilleure représentation de l'espace, et cette habileté spatiale se serait transmise génétiquement, de même que le goût pour la compétition.Les femmes de leur côté, demeurées dans les grottes pour s'occuper de leurs enfants, auraient développé plutôt des aptitudes langagières, ainsi qu'un talent particulier pour la coopération ; là encore les gènes transmis auraient préservé de telles prédispositions. Irène Jonas critique une « dichotomie rigide à fondements biologiques », et voit dans l'apparente valorisation des femmes, prétendument plus humaines, conciliantes et pacificatrices que les hommes, un sexisme bienveillant. Les qualités dites féminines seraient selon cet auteur acquises au cours de l'éducation, à l'échelle d'une vie humaine, et non innées, contrairement à ce que prétend la psychologie évolutionniste. La philosophe de la biologie Elisabeth Lloyd a contesté l'approche réductrice de l'évolution telle qu'elle est mise en œuvre par la psychologie évolutionniste, selon laquelle seuls les gènes favorisant une meilleure adaptation à l'environnement seraient sélectionnés au cours du temps ; l'évolution fait intervenir d'autres facteurs que la seule sélection naturelle (la dérive génétique aléatoire par exemple).

#### Choix d'un partenaire protecteur
La psychologie évolutionniste, comme la sociobiologie dont elle a pris la suite, analyse l'infidélité et la violence des mâles comme des stratégies de reproduction naturelles : les premiers hommes auraient augmenté leur succès reproductif en s'accouplant avec des partenaires multiples, par le moyen de la coercition si nécessaire, et ces prédispositions se seraient transmises à leurs descendants masculins. Les femmes, quant à elles, auraient développé des stratégies pour éviter le viol, comme la préférence accordée au partenaire qui est un garde du corps efficace contre d'autres hommes ; elles préfèreraient ainsi les hommes physiquement et socialement dominants. Le psychologue évolutionniste David Buss (auteur de The Evolution of Desire) écrit à ce sujet : « à ce stade de l'histoire, nous ne pouvons plus douter que les hommes et les femmes diffèrent dans leur choix d'un conjoint : l'homme privilégie principalement dans son choix, la jeunesse et l'attractivité physique ; la femme privilégie le statut, la maturité et les ressources économiques ». La recherche féministe a critiqué les biais sexistes qui sous-tendent cette vision des relations entre hommes et femmes. Mari Ruti (en) en particulier (auteur de The Age of Scientific Sexism) reproche à la psychologie évolutionniste son déterminisme biologique : les conduites masculines et féminines s'expliqueraient ainsi exclusivement par le désir de reproduction et la sélection génétique, alors même que les recherches en sciences sociales montrent le caractère prépondérant des facteurs historiques et culturels. Mari Ruti souligne le caractère rétrograde des stéréotypes de genre dans les versions vulgarisées de la psychologie évolutionniste, qui glorifient le mariage, stigmatisent les célibataires, et refusent d' «envisager différentes façons de vivre et d'aimer».

### Rôle de la primatologie et de la paléoanthropologie

#### Soumission au mâle dominant
Des scientifiques féministes ont reproché aux primatologues d'avoir longtemps proposé une description biaisée des primates non-humains ; cette description faisait des mâles les individus dominants, agressifs, par opposition aux femelles effacées et dépendantes, et servait à justifier la division genrée des rôles dans les sociétés humaines. Selon Donna Haraway, la primatologie « reconstruit régulièrement l'hétérosexualité et la famille monogame comme modèle social », elle est « gangrenée par l'hétérosexisme ». Des femmes primatologues ayant observé le comportement des primates femelles ont montré qu'il pouvait être également dominant ; de plus, les guenons pouvaient avoir des rapports sexuels entre elles, ainsi, leur sexualité n'était pas soumise à l'impératif de la reproduction. La diversité des comportements sexuels des primates ne permet pas d'en proposer un modèle unique, affirme Donna Haraway. Quant à l'analogie entre les sociétés de primates non-humains et les sociétés humaines, qui a alimenté certaines théories de la sociobiologie, elle relèverait de l'amalgame,.

#### Effacement des premières femmes
La paléoanthropologie a traditionnellement « retrouvé » dans l'organisation sociale des premiers hominidés (Homo habilis etc.) l'équivalent du patriarcat et a postulé une domination de l'homme chasseur qui reléguait les femmes dans une position subalterne. Ainsi, le paléontologue Jean Chaline attribue l'acquisition de la bipédie aux mâles, qui apparaissent toujours comme les principaux acteurs l'évolution. Selon Pascal Picq, « la paléoanthropologie reproduit les représentations les plus archaïques de la femme » dans le but de légitimer la prééminence actuelle des hommes : « Voyez, disent les scientifiques, il en était ainsi dans la préhistoire ; par conséquent le statut inférieur des femmes est un fait de nature ».
Dès les années 1970, des chercheuses comme Nancy Tanner et Adrienne L. Zihlman ont contesté l'idéologie de la domination masculine immémoriale ; à la théorie du chasseur masculin, elles ont opposé celle de la femme cueilleuse, et montré que nombre des premières sociétés dépendaient pour leur subsistance de la cueillette plus que de la chasse ; en outre, pour ces deux activités la séparation des rôles n'était pas systématique ; les femmes pouvaient chasser également.

### Dans le langage de la biologie

#### Description de la fécondation
La philosophie féministe des sciences a décelé l'intervention de biais androcentriques dans l'élaboration de modèles reproductifs, et d'une « saga du sperme » (« sperm saga ») en biologie jusqu'au début des années 1980 ; la fécondation mettait en jeu d'une part des spermatozoïdes « actifs », assimilés par le langage métaphorique à de « vaillants héros » conquérants et, d'autre part des ovules « passifs », « endormis »,,. Ce type de discours confère une autorité scientifique aux stéréotypes de genre, estime l'anthropologue Emily Martin.
Des analyses récentes ayant présenté l'ovule comme pleinement acteur dans le processus de fécondation — les spermatozoïdes étant, quant à eux, piégés par l'ovule —,  ce modèle a donné lieu à une nouvelle forme de dévalorisation du gamète femelle : l'ovule correspond désormais au cliché de la « femme fatale » qui, de manière agressive, capture un gamète mâle. Une description dépouillée de ces stéréotypes de genre a conduit à mettre en évidence « un processus beaucoup plus interactif entre le spermatozoïde et l’ovule ».  
Alors que dans les discours scientifiques, la sécrétion des spermatozoïdes est toujours un signe de vitalité, la menstruation au contraire apparaît comme un échec — parce que la fécondation de l’ovule aurait été « manquée ». Emily Martin suggère qu'il est tout aussi légitime d'envisager la menstruation comme une réussite : la femme qui a ses règles a pu garder le contrôle de sa maternité.

#### Analyse de la différenciation sexuelle
La différenciation sexuelle, processus par lequel se développent les ovaires et les testicules, fait l'objet de recherches scientifiques qui privilégient l'étude du développement des testicules, bien que les ovaires jouent un rôle tout aussi important dans la reproduction. Les testicules sont présentées comme des « événements supplémentaires » qui produisent du mâle ; le sexe femelle est, lui, le sexe par défaut. Ainsi, les scientifiques de manière quasi unanime parlent de « gène de détermination du sexe » pour désigner en réalité le « gène de détermination du sexe mâle » ; cet usage linguistique suggère que « le sexe véritable » est le sexe mâle. Les biais qui grèvent la biologie du développement sexué expliquent selon Nicolas Mathevon que pendant plus de vingt-cinq ans, la détermination du sexe femelle n'ait pas été un sujet de recherche, et qu'il ait fallu attendre les années 2000 pour que la différenciation ovarienne commence à être étudiée.

### Dans le diagnostic et la recherche médicale
Les médecins ont tendance à sous-diagnostiquer chez les femmes les maladies cardiovasculaires, selon Catherine Vidal, auteur de Femmes et santé, encore une affaire d’hommes ? ; pourtant, ces maladies sont la première cause de mortalité chez les femmes dans le monde, loin devant le cancer du sein, qui arrive en dixième position ; 56% des femmes meurent des suites de maladies cardiovasculaires, contre 46% des hommes. Cependant l’infarctus du myocarde demeure considéré comme « une maladie « masculine », caractéristique des hommes d’âge moyen stressés au travail ». Ce biais diagnostique entraîne une prise en charge médicale plus tardive. Il existe toutefois des biais inverses qui conduisent à sous-diagnostiquer certaines maladies chez les hommes, en particulier la dépression et l'ostéoporose.
Les femmes sont sous-représentées dans les essais cliniques d'après une étude de 2019 portant sur 43 000 articles de recherche ; or la pratique médicale consistant à prescrire les mêmes doses pour les hommes et les femmes expose les femmes à des effets secondaires plus graves, selon une étude, publiée en 2020 dans Biology of Sex Differences. En France, comme au niveau international, les femmes sont incluses dans les protocoles de recherche médicale à hauteur de 33,5% seulement. Les causes de ce biais affectant les essais cliniques pourraient être en partie liées à des raisons pratiques : certains tests conduits dans les années 1970-80 aux États-Unis avaient eu des conséquences par la suite sur les fœtus ; et le cycle hormonal des femmes peut faire varier les résultats.

## Formes du biais de genre
Les biais de genre en sciences peuvent intervenir à différentes étapes d'un travail de recherche, au moment de l'élaboration des hypothèses de départ, de la sélection des objets étudiés, de la collecte des données, ou de l'analyse et de l'interprétation de ces données. 
La sociologue Margrit Eichler a proposé une typologie des formes que prend le sexisme scientifique, ; elle distingue en particulier les procédés suivants :
1. la « généralisation d'une perspective masculine » : les données concernant les hommes sont étendues à l'ensemble de l'humanité ; la norme est masculine[53] ;
2. la « dichotomisation  sexuelle » :  les différences entre hommes et femmes sont présentées comme fondamentales et réifiées aux dépens des ressemblances[53] ;
3. le double standard homme-femme : le recours à des critères différents selon le sexe, pour aboutir à des résultats plus favorables aux hommes[53] ;
4. l'« insensibilité à la sexuation » : ce type de distorsion, à l'opposé de la « dichotomisation sexuelle », repose sur une négation de la variable sexuelle et de son importance sociale ou médicale[53].

La plupart des descriptions des biais de genre relèvent principalement deux cas de figures : « une uniformité supposée entre les femmes et les hommes quand il y aurait en fait des différences »; et « des différences supposées lorsqu’il n’y en aurait pas en réalité »,.

## Moyens de remédier au biais de genre
La philosophe des sciences Helen Longino suggère de favoriser le débat dans les communautés de chercheurs et de chercheuses dans le but d'identifier les biais sexistes et de les soumettre à la discussion. Plus grande est la diversité des points de vue, plus les interactions critiques auront de chances de détecter l'effet de préférences subjectives dans le choix des thèmes de recherche et des théories. La communauté scientifique doit donc mieux intégrer les femmes, ainsi que les divers groupes minorisés, pour que soient remplies les conditions de dialogue favorables à la production d’une science plus objective. 
Un exemple souvent invoqué est celui de la primatologie, où l'intervention de scientifiques ayant une « conscience féministe » a permis de corriger des biais et modifié l'orientation des recherches. Auparavant, les primatologues étudiaient principalement le comportement des primates mâles, dont le  rôle était considéré comme décisif dans la structuration des sociétés de primates. L'arrivée de scientifiques qui ne partageaient pas les stéréotypes de genre dominants a conduit à déconstruire cette description qui ne faisait que projeter le fonctionnement des sociétés humaines sur celui de sociétés animales.